# Улица Текстильщиков (Балашиха)
Улица Текстильщиков — улица в микрорайоне Балашиха-2 города Балашиха Московской области.

## Описание
Улица расположена в микрорайоне Балашиха-2 на левом берегу реки Пехорка, у восточного конца большой плотины бывшей Балашихинской хлопкопрядильной фабрики (БХПФ).
Отходит в виде ответвления от основной дороги (улицы Крупешина) на нерегулируемом перекрёстке, в месте примыкания к ней пешеходной части Заречной улицы («Бродвея»). Плавно меняет своё направление с юго-восточного на почти восточное, следуя после этого по прямой.
Северная (нечётная) сторона улицы представляет собой сплошную жилую застройку, южная — большой участок складских площадей с глухим бетонным забором.
Улица заканчивается в районе сложной развязки нескольких улиц: Спортивной улицы, улицы 40 лет Победы и улицы 40 лет Октября, у границы лесного массива Озёрного лесопарка.
Нумерация домов — от улицы Крупешина.

## Здания и сооружения
Нечётная сторона
- № 3 — жилой дом (бывший 4 этаж.; кирпичн.; реконструирован — надстроены 2 этажа в виде мансарды)
- № 5 — жилой дом (4 этаж.; кирпичн.)
- № 7 — жилой дом (5 этаж., 4 под., 60 кварт.; панельный)
- № 9 — жилой дом (2 этаж.; оштукатурен)
- № 11 — жилой дом (как № 7 — 5 этаж., 4 под., 60 кварт.; панельный)
- № 13 — жилой дом (10 этаж., 3 секц.; панельн.)
- № 15 — жилой дом (как № 7 и № 11 — 5 этаж., 4 под., 60 кварт.; панельный), с торца — одноэтажная пристройка (бытовое обслуживание)

Чётная сторона
- Автостоянки, складские территории, плодоовощная база.

## Транспорт
Остановки общественного транспорта на улице Крупешина и в начале Спортивной улицы (у стадиона).